# Rosalie Slaughter Morton
Rosalie Slaughter Morton (n. 28 octombrie 1876 - d. 5 mai 1968) a fost un medic și chirurg din Statele Unite ale Americii.